# Burundi nos Jogos Olímpicos
Burundi participou pela primeira vez dos Jogos Olímpicos em 1996, e enviou atletas para competir em todas as edições dos Jogos Olímpicos de Verão desde então. A nação nunca participou dos Jogos Olímpicos de Inverno.
Vénuste Niyongabo ganhou a primeira medalha de Burundi (ouro) no Atletismo nos Jogos de 1996 e nos Jogos de 2016, Francine Niyonsaba, também no atletismo, ganhou a segunda medalha dessa vez de prata. Até então sao as duas medalhas olímpicas do Burundi. 
O Comitê Olímpico Nacional de Burundi foi criado em 1990 e reconhecido pelo Comitê Olímpico Internacional em 1993.

## Jogos Olímpicos de Verão

### Quadro de medalhas
| Jogos                 | Número de atletas | Ouro           | Prata          | Bronze         | Total          | Classificação geral |                |
| 1896 Atenas           | não participou    | não participou | não participou | não participou | não participou | não participou      | não participou |
| 1900 Paris            | não participou    | não participou | não participou | não participou | não participou | não participou      | não participou |
| 1904 St. Louis        | não participou    | não participou | não participou | não participou | não participou | não participou      | não participou |
| 1908 Londres          | não participou    | não participou | não participou | não participou | não participou | não participou      | não participou |
| 1912 Estocolmo        | não participou    | não participou | não participou | não participou | não participou | não participou      | não participou |
| 1920 Antuérpia        | não participou    | não participou | não participou | não participou | não participou | não participou      | não participou |
| 1924 Paris            | não participou    | não participou | não participou | não participou | não participou | não participou      | não participou |
| 1928 Amsterdã         | não participou    | não participou | não participou | não participou | não participou | não participou      | não participou |
| 1932 Los Angeles      | não participou    | não participou | não participou | não participou | não participou | não participou      | não participou |
| 1936 Berlim           | não participou    | não participou | não participou | não participou | não participou | não participou      | não participou |
| 1948 Londres          | não participou    | não participou | não participou | não participou | não participou | não participou      | não participou |
| 1952 Helsinque        | não participou    | não participou | não participou | não participou | não participou | não participou      | não participou |
| 1956 Melbourne        | não participou    | não participou | não participou | não participou | não participou | não participou      | não participou |
| 1960 Roma             | não participou    | não participou | não participou | não participou | não participou | não participou      | não participou |
| 1964 Tóquio           | não participou    | não participou | não participou | não participou | não participou | não participou      | não participou |
| 1968 Cidade do México | não participou    | não participou | não participou | não participou | não participou | não participou      | não participou |
| 1972 Munique          | não participou    | não participou | não participou | não participou | não participou | não participou      | não participou |
| 1976 Montreal         | não participou    | não participou | não participou | não participou | não participou | não participou      | não participou |
| 1980 Moscou           | não participou    | não participou | não participou | não participou | não participou | não participou      | não participou |
| 1984 Los Angeles      | não participou    | não participou | não participou | não participou | não participou | não participou      | não participou |
| 1988 Seul             | não participou    | não participou | não participou | não participou | não participou | não participou      | não participou |
| 1992 Barcelona        | não participou    | não participou | não participou | não participou | não participou | não participou      | não participou |
| 1996 Atlanta          | 7                 | 1              | 0              | 0              | 1              | 49º                 |                |
| 2000 Sydney           | 6                 | 0              | 0              | 0              | 0              | –                   |                |
| 2004 Atenas           | 7                 | 0              | 0              | 0              | 0              | –                   |                |
| 2008 Pequim           | 3                 | 0              | 0              | 0              | 0              | –                   |                |
| 2012 Londres          | 6                 | 0              | 0              | 0              | 0              | –                   |                |
| 2016 Rio de Janeiro   | 9                 | 0              | 1              | 0              | 1              | 69º                 |                |
| Total                 | 38                | 1              | 1              | 0              | 2              |                     |                |

### Medalhas por esporte
| Esporte   | Ouro | Prata | Bronze | Total |
| Atletismo | 1    | 1     | 0      | 2     |
| Total     | 1    | 1     | 0      | 2     |

### Lista de medalhas
| Medalha | Atleta             | Jogos               | Esporte   | Categoria          |
| ------- | ------------------ | ------------------- | --------- | ------------------ |
| ouro    | Vénuste Niyongabo  | 1996 Atlanta        | Atletismo | Masculino - 5000 m |
| prata   | Francine Niyonsaba | 2016 Rio de Janeiro | Atletismo | Feminino - 800 m   |